# Malle Anja
Malle Anja ist eine deutsche Partyschlager-Band. Sie wurde durch den Ballermann-Hit Der Zug hat keine Bremse mit Mia Julia Brückner und Lorenz Büffel bekannt.

## Bandgeschichte
Joshua Tjong-Ayong, Fabian Pesch, Moritz Otte, Paul Steep und Severin Ohnesorg studierten in Köln. Eher aus Jux und als Geburtstagsüberraschung komponierten sie den Song Der Zug hat keine Bremse, der über Spotify eine kleine Sensation wurde und dafür sorgte, dass sie unter ihrem Bandnamen Malle Anja für verschiedene Feiern gebucht wurden. Die beiden Partyschlager-Sänger Mia Julia und Lorenz Büffel wurden 2022 auf den Song aufmerksam und interpretierten ihn mit den fünf Bandmitgliedern erneut. Der Song wurde innerhalb kurzer Zeit 6,6 Millionen Mal auf Spotify gestreamt und erreichte Platz 33 der deutschen Charts. Die Band durfte außerdem zusammen mit Mia Julia im Bierkönig auftreten.
Der Song wurde die neue Tor-Musik des 1. FC Lokomotive Leipzig.

## Diskografie
- 2020: Der Zug hat keine Bremse
- 2021: Rum Cola Korn Kabänes
- 2022: Der Zug hat keine Bremse (Mallorcastyle Edition) (mit Lorenz Büffel und Mia Julia)
- 2023: Der Papst von Palma (mit Lorenz Büffel)
- 2023: Rum Cola Korn Kabänes (Mallorcastyle Edition) (mit Mia Julia)
- 2023: Stumpf ist Trumpf
- 2023: Bockwurst & Aperol Spritz
- 2024: Dankbar (mit Specktakel)
- 2024: Das erste Bier (mit Marc Eggers)
- 2024: Sieben Nächte (mit Marc Eggers)

## Auszeichnungen für Musikverkäufe
Anmerkung: Auszeichnungen in Ländern aus den Charttabellen bzw. Chartboxen sind in ebendiesen zu finden.
| Land/RegionAuszeichnungen für Musikverkäufe (Land/Region, Auszeichnungen, Verkäufe, Quellen) | Gold  | Platin | Verkäufe | Quellen           |
| -------------------------------------------------------------------------------------------- | ----- | ------ | -------- | ----------------- |
| Deutschland (BVMI)                                                                           | Gold1 | —      | 300.000  | musikindustrie.de |
| Insgesamt                                                                                    | Gold1 | —      |          |                   |